# صموئيل بارسونز
صموئيل بارسونز (بالإنجليزية: Samuel Parsons)‏ هو مهندس المناظر الطبيعية ومهندس معماري أمريكي، ولد في 1844 في نيو بدفورد في الولايات المتحدة، وتوفي في 3 فبراير 1923 في نيويورك في الولايات المتحدة.